# Arakil
Arakil és un municipi de Navarra, a la comarca de Sakana, dins la merindad de Pamplona. Apareix en 1857 per la fusió d'Aizkorbe, Ekai, Etxarren, Etxeberri, Egiarreta, Erroz, Irurzun, Izurdiaga, Murgindueta, Satrustegi, Urritzola, Ihabar i Zuhatzu. En 1996 s'independitza Irurtzun. Comprèn els següents concejos i llocs Aizkorbe/Aizcorbe, Ekai/Ecay, Etxarren/Echarren, Etxeberri/Echéverri, Egiarreta/Eguiarreta, Errotz/Erroz, Izurdiaga, Murgindueta/Murguindueta, Itsasperri (capital), Satrustegi/Satrústegui, Urritzola/Urrizola, Hiriberri/Villanueva, Ihabar/Yábar i Zuhatzu/Zuazu.

## Topònim
El topònim Arakil es correspon a la vall i riu que forma la meitat oriental de la comarca de Sakana. Històricament engloba per tant l'actual municipi d'Arakil, així com les localitats que antigament pertanyien al mateix i en diferents moments històrics s'han anat separant de la vall (Uharte-Arakil, Arruazu, Irañeta, Irurtzun). Sembla bastant evident que el modern topònim Arakil deriva de la mansio Aracaeli, que és nomenada en l'itinerari d'Antoní, una relació de localitats que servien d'escala en la calçada romana Astorga-Bordeus,que està datat en l'any 455. Se sap actualment que la calçada passava per la vall de Arakil i la similitud entre ambdós topònims incita a pensar que es refereixen a la mateixa localització.
Segles abans Plini va esmentar als aracelitani com una de les comunitats que formaven part del poble dels bascons. Basant-se en aquests registres que daten d'època romana, diversos filòlegs s'han aventurat a buscar una etimologia del nom en el llatí. Així Julio Caro Baroja va aventurar una suggeridora hipòtesi, segons la qual el topònim Aracaeli provindria de ara coeli (altar del cel). Aquest topònim estaria relacionat amb el de la veïna Serralada d'Aralar, que provindria al seu torn de llaura lar(re) (pasturatge de l'altar), un topònim híbrid basc-llatí. Cal tenir en compte que en un dels vores de la Serralada d'Aralar i dominant la vall d'Arakil es troba el santuari de San Miguel de Aralar o San Miguel in Excelsis (San Miguel al capdamunt). Es tracta d'un antic lloc de culte molt venerat a Navarra i al País Basc, que bé podria tenir un origen precristià. Un lloc de culte o altar situat en les altures que bé podria haver donat nom a la vall situada als seus peus (Arakil) i a la Serralada plena de pastures que queda al darrere (Aralar).
Sobre la hipotètica localització de la mansio Aracaeli on vivien els aracelitani, des de principis del segle xx s'ha solgut considerar generalment Uharte-Arakil com el lloc on estava situada aquesta antiga població. Rafael Carasatorre considerava que les restes romanes trobats prop de la població de Zamartze es corresponien amb els d'Aracaeli. Altres autors com Arturo Campión o el Pare Fita consideraven que el topònim antic no era d'origen llatí, sinó vascó i que provenia d'Arac ili (la ciutat d'Arac).

## Demografia
| 1897  | 1900  | 1930  | 1940  | 1950  | 1960  | 1970  | 1975  | 1981  | 1991  | 1999 |
| ----- | ----- | ----- | ----- | ----- | ----- | ----- | ----- | ----- | ----- | ---- |
| 2.072 | 2.201 | 2.116 | 2.119 | 2.110 | 2.065 | 2.689 | 2.840 | 2.960 | 2.766 | 879  |